# Западни Алпи
Западни Алпи се нарича тази част от Алпите, която се простира на запад от условната линия между езерата Бодензее и Комо (тоест по реките Рейн, Заден Рейн, Лиро и Мера). Главното алпийско било се пресича от тази линия през прохода Шплюген, на границата между Швейцария и Италия. Западните Алпи се простират също във Франция и Монако.

## Описание
Западните Алпи са по-високата част на планината, с подчертано алпийски вид. Всички 60 четирихилядници освен един се намират в нея. Скалистите върхове (карлинги), обширните циркуси, заети от ледници или ледникови езера, специфичните U-образни (трогови) долини са създадени под въздействието на плейстоценското заледяване. Тук се намират повечето известни върхове (Монблан, Матерхорн, Дюфур, Бар дез Екрен, Гранд Жорас, Монте Визо, Гран Комбен, Дом, Юнгфрау, Айгер), които през ХІХ в. са били предизвикателство пред начинаещите алпинисти. Именно в Западните Алпи се е зародил този спиращ дъха спорт. Тук денивелацията често е огромна, а северните стени на някои върхове се считат за сериозно предизвикателство дори със съвременните катерачески средства.
В тази част алпийската верига е извита под формата на подкова с дъга обърната на запад. Планината е по-тясна спрямо източната си част и има подчертано асиметричен вид. От външната страна склоновете са полегати, и се снижават с много издигания и спадове. Ето защо най-далечните от билото и най-ниски части се наричат Предалпи. От вътрешната (италианската) страна планината рязко пада в Паданската низина. Билото е ясно очертано и съвпада с главния европейски вододел между басейните на Северно и Средиземно море.

## Дялове
Поделянето на Алпите и в частност на Западните Алпи на дялове е донякъде условно, въпреки че като граници се използват оформените от природата понижения (седловини, проходи). В самите дялове обаче също има проходи, които ги разделят на масиви.
| Дял               | Местоположение                                                          | Най-висок връх            |
| ----------------- | ----------------------------------------------------------------------- | ------------------------- |
| Лигурски Алпи     | Италия, главно било, от проход Кадибона до проход Тенд                  | Пунта Маргарейс (2651 м)  |
| Приморски Алпи    | Италия, Франция, Монако, главно било, от проход Тенд до проход Ларш     | Арджентера (3297 м)       |
| Котски Алпи       | Италия, Франция, главно било, от проход Ларш до проход Мон Сени         | Монте Визо (3841 м)       |
| Грайски Алпи      | Италия, Франция, Швейцария, главно било, от пр. Мон Сени до пр. Фере    | Монблан (4810 м)          |
| Провансалски Алпи | Франция, на запад от главното било                                      | Тет дьо л'Естроп (2961 м) |
| Дофинийски Алпи   | Франция, на запад от главното било, отвъд седловината Лотарет           | Бар дез Екрен (4102 м)    |
| Савойски Алпи     | Франция, Швейцария, на запад от главното било                           | Дан дю Миди (3257 м)      |
| Пенински Алпи     | Италия, Швейцария, главно било, от проход Фере до проход Симплон        | Дюфур (4634 м)            |
| Лепонтински Алпи  | Италия, Швейцария, главно било, от прохода Симплон до прохода Шплюген   | Монте Леоне (3553 м)      |
| Бернски Алпи      | Швейцария, на север от главното било, на югозапад от прохода Гримзел    | Финстераархорн (4274 м)   |
| Урийски Алпи      | Швейцария, на север от главното било през прохода Фурка                 | Дамащок (3629 м)          |
| Гларнски Алпи     | Швейцария, на север от главното било, на североизток от прохода Обералп | Тьоди (3614 м)            |
| Швицски Алпи      | Швейцария, на север от Гларнските Алпи през прохода Клаузен             | Бехищок (2914 м)          |
| Ементалски Алпи   | Швейцария, между Тунското и Фирвалдщетското езеро                       | Бренцер Ротхорн (2350 м)  |
| Апенцелски Алпи   | Швейцария, между Цюрихското и Боденското езеро                          | Сентис (2502 м)           |

През 1926 г. Италианският национален географски конгрес приема подялба на Алпите на Западни, Централни и Източни. Според това деление Западните Алпи свършват до прохода Фере. Така приема нещата и известният автор Джон Бол в поредицата си за Алпите. Последното разделение от 2006 г. е на Италианския алпийски клуб и се нарича SOIUSA. То формулира северни и южни Западни Алпи, границата между които минава през прохода Мон Сени. Разделя Дофинийските Алпи от Дофинийските Предалпи, въвежда Луганските Предалпи, а Ементалските и Апенцелските Алпи са обединени под названието Швейцарски Предалпи.

## Води
Районът на Западните Алпи е изключително богат на водни ресурси. От него водят началото си три от големите европейски реки: Рейн (и притоците му Аар, Ройс, Лимат), Рона (и всичките ѝ леви притоци: Изер, Дюранс, Арв, Дром) и По. Както десни (Танаро), така и леви (Дора Рипария, Орко, Дора Балтеа, Сезия, Тичино) притоци на най-голямата река в Италия извират от различните части на Западните Алпи. Рейн се образува в подножието на Гларнските Алпи от сливането на Преден, Среден и Заден Рейн. Рона тръгва от т. нар. Ронски ледник в Урийските Алпи, след което тече през дълбока долина (типичен грабен) до Женевското езеро. Реките се отличават с пълноводие, голям наклон и голям хидроенергиен потенциал.
Почти всички алпийски езера се намират в Западните Алпи. Някои от тях са големи (Женевско езеро, Боденско езеро, Маджоре, Комо), други – по-малки. Имат издължена форма, която се дължи на ледниковия им произход. Някои са с големи завои (Лугано, Фирвалдщетско) или разклонени. Сравнително дълбоки са, особено тези в Италия, които дори са криптодепресии.
Останали са значителни и многобройни ледници. Само в Швейцария се изброяват 1828 броя. Алечкият ледник в Бернските Алпи е най-голям в планината и в цяла Западна Европа – 12 км. До него е ледникът Фишер. В масива Монте Роза се намира също така големият ледник Горнер. Другият район с дълги и известни ледници е масивът Монблан. Там се намират Мер дьо Глас (7 км) и Аржантиер. Всички те са в процес на отстъпление, с намаляваща дължина и дебелина, което се дължи на глобалното затопляне.

## Природа
От подножието до върховете се сменят няколко природни пояса – широколисни и иглолистни гори, иглолистни храсти, планински пасища и ливади (25%), пояс на алпийска растителност, където преобладават мъхове и лишеи. Видовете местообитания, изброени от еколозите, са 84. Има голямо разнообразие на видове, но малко ендемити. Растителните представители са повече от хиляда – борове, смърчове, мури, букове, специфични цветя като алпийска хризантема, алпийски тифолиум, тинтява, еделвайс. Характерни животни са алпийският мармот, ибексът (алпийски козирог), срещат се мечки, елени, рисове. Различни птици гнездят в горите и скалите – орел, брадат лешояд, мишелов, ястреб, керкенез. В езерата се въди много риба – бабушка, речен кефал, лин, костур.
Във всички дялове на Западните Алпи са създадени природни паркове и резервати. По-важни от тях са „Лигурски Алпи“, „Меркантур“ в Приморските Алпи, „Кейра“ в Котските Алпи.

## Туризъм
Западните Алпи са известни най-най-вече със своя зимен туризъм. В цялата планина има осигурени отлични условия за ски спорт. Според специализираните източници общата дължина на пистите е повече от 26 хил. км, а лифтовете са 8011. Тук са някои световноизвестни курорти – Цермат, Гриндевалд, Шамони, Вал д'Изер. Развит е и алпинизмът. Големите северни стени на Матерхорн, Айгер и Гранд Жорас привличат хиляди смелчаци всяка година. Навсякъде са изградени също и панорамни лифтове и зъбчати железници – на Егюи дьо Миди при Монблан, при Юнгфрау в Бернските Алпи, в долината Лаутербрунен.